# Arak Amornsupasiri
Arak Amornsupasiri (tiếng Thái: อารักษ์ อมรศุภศิริ, phiên âm: A-rác A-mon-su-ba-si-ri, sinh ngày 2 tháng 9 năm 1984) còn có nghệ danh là Pae (เป้, Be), là một ca sĩ, nhạc công và diễn viên người Thái Lan. Anh bắt đầu sự nghiệp ca hát là chơi ghi ta trong ban nhạc Slur, trước khi ra album solo đầu tay năm 2010. Anh bắt đầu lấn sang đóng phim như phim điện ảnh Body #19, Best of Times (2009) và By the Time It Gets Dark (2016). Bên cạnh đó, anh còn đóng phim truyền hình.

## Sự nghiệp ca hát

### Albums
- Auto-erotic (2010)
- Arak and The Devil Band (2012)
- Iron to wood (2017)
- Aragochina (2019)
- BIG

## Sự nghiệp đóng phim

### Phim truyền hình / Lakorn
| Năm  | Phim                          | Tên tiếng Việt                                | Vai                                        | Đóng với                             | Đài       | Kênh chiếu tại Việt Nam |
| 2009 | Jaew Jai Rai Kub Chai Taewada |                                               | Chai Tadtheb (Khun Noo Chai)               | Patcharapa Chaichua                  | CH7       |                         |
| 2010 | Tur Gub Kao Lae Rak Khong Rao |                                               | Pawarit (Pao)                              | Khemanit Jamikorn                    | CH7       |                         |
| 2013 | Cinderella Rong Tao Tae       | Đôi hài lọ lem                                | Bancha (Beu)                               | Peechaya Wattanamontree              | CH7       |                         |
| 2015 | Lueat Tat Lueat               | Huyết chiến sinh tử                           | Taecho (Cho)                               | Nicha Palwatwichai                   | CH7       |                         |
| 2017 | Maya                          |                                               | Rachanon (Racha)                           | Usamanee Vaithayanon                 | CH7       |                         |
| 2018 | Bangkok Naruemit              | Lời nguyền rạp hát                            | Khun Pod / Karan Teerayotin (Kaka)         | Praya Lundberg & Wannarot Sonthichai | One 31    |                         |
| 2018 | The Missing                   |                                               | Adtapon Wadtanasiri                        |                                      | CH5       |                         |
| 2019 | Tok Kra Dai Hua Jai Ploy Jone | Cho anh được yêu em / Đều là lỗi của tình yêu | Mr. Amphur Chonlachad Pitakkunnatam (Chon) | Arikantha Mahaphruekpong             | GMM 25    | VTV8                    |
| 2022 | Pleng Bin Bai Ngiw            | Bản tình ca trái mùa                          | Naewprai                                   | Pattarasaya Kreursuwansiri           | Amarin TV |                         |

### TV Series
| Năm  | Phim                                                         | Tên tiếng Việt                            | Vai                          | Đóng với                                         | Đài     | Kênh chiếu tại Việt Nam |
| 2012 | Zeal 5 Kon Gla Tah Atam                                      |                                           | Sun                          |                                                  | CH5     |                         |
| 2012 | Muad Opas 2                                                  |                                           | Ken                          |                                                  | CH9     |                         |
| 2014 | Club Friday The Series 5: Kwarm Lub Kong Clip Kor Tang Ngarn |                                           | Nat                          | Nuengthida Sophon & Jintanutda Lummakanon        | GMM 25  |                         |
| 2015 | Club Friday The Series 6: Pid Tee... Ruk Mak                 |                                           | Zuii                         | Sakuntala Tianpairoad & Anipan Chalimbooranawong | GMM 25  |                         |
| 2016 | I See You: The Series                                        | Bệnh viện bí ẩn                           | Dr. Araya Chaigoson (M)      | Chayanid Chansangawed                            | GMM 25  |                         |
| 2016 | Club Friday The Series 8: True Love...or Pleasure            | Nhân tình của nhau                        | Buck                         | Wanida Termthanaporn                             | GMM 25  |                         |
| 2017 | Bangkok รัก Stories: Kep Rak                                  |                                           | Mok                          | Apinya Sakuljaroensuk                            | GMM 25  |                         |
| 2018 | My Girl 18                                                   | Cô em họ bất đắc dĩ (Thai ver)            | Purich                       | Esther Supreeleela                               | True 4U |                         |
| 2018 | Oh My Ghost (Thai ver)                                       |                                           | Artit (Sun)                  | Nuengthida Sophon                                | True 4U |                         |
| 2019 | Club Friday The Series 10: Jeb Baep Mai Job                  | Làm đĩ / Những cô nàng môi đỏ             | Max                          | Wanida Termthanaporn                             | GMM 25  |                         |
| 2019 | Great Men Academy                                            |                                           | Sivakorn Wisetphiriya (Vier) | Narikun Ketprapakorn                             | LINE TV |                         |
| 2020 | In Time With You (Thai ver)                                  | Có lẽ anh sẽ không yêu em                 | Tanapon (Pon)                | Monchanok Saengchaipiangpen                      | PPTV36  |                         |
| 2021 | Angkhan Khlumpong The Series                                 |                                           | Don                          |                                                  | GMM 25  |                         |
| 2021 | Mr. Lipstick                                                 | Chấm điểm tình yêu                        | Nobpakun Kunabodin (Kao)     | Sushar Manaying                                  | GMM 25  |                         |
| 2021 | Me Always You                                                | Vẫn mãi là em (Cô nàng xinh đẹp Thai ver) | Gavin                        | Dhanundhorn Neerasingh                           | CH3     | VTVcab 5 - E Channel    |
|      | Valentine's Again                                            |                                           |                              | Pattarasaya Kreursuwansiri                       | WETV    |                         |

### Phim điện ảnh
| Năm  | Phim                                        | Vai                                               |
| ---- | ------------------------------------------- | ------------------------------------------------- |
| 2021 | 4Kings 90's                                 | Da                                                |
| 2021 | Haunted Tales Án mạng liên hoàn lúc nửa đêm | Pete                                              |
| 2020 | Krabi, 2562                                 | Pae Arak                                          |
| 2019 | The Exchange                                | Joe                                               |
| 2018 | Khun Phan 2                                 | Sua Bai                                           |
| 2016 | By the Time It Gets Dark                    | Peter                                             |
| 2016 | Bangkok Stories: Khaosan                    |                                                   |
| 2015 | Cat A Wabb                                  | Mo                                                |
| 2015 | Single Lady Thoát ế chưa em                 | Khem                                              |
| 2014 | Until Now                                   | Ton                                               |
| 2013 | Young Bao: The Movie                        | Lek Carabao                                       |
| 2012 | My Name is Love                             | Q                                                 |
| 2012 | Seven Something                             |                                                   |
| 2012 | Valentine Sweety                            | Tan                                               |
| 2011 | Bangkok Sweety                              | Tan                                               |
| 2011 | 30+ Single On Sale                          | Jeet                                              |
| 2011 | Bangkok Kung Fu                             | Phong                                             |
| 2010 | Loser Lover                                 | Sudkhet                                           |
| 2010 | Princess Tukky                              | Frog Prince                                       |
| 2009 | Slice                                       | Tai                                               |
| 2009 | Sawasdee Bangkok                            | Mae [Long Tae Mai Luam; "Lost but not forgotten"] |
| 2009 | Best of Times                               | Dr. Kreng                                         |
| 2008 | Bittersweet BoydPod The Short Film          | Pae                                               |
| 2008 | The Last Moment                             | Phayu                                             |
| 2007 | Body 19                                     | Chonlasit                                         |

## Hoạt động khác

### MC
- Kasetsat New TV Channel
- People Finding on Burapha TV Channel
- Good Life Channel 3
- Kaset Easy Thai PBS Channel
- Arak Around Thai PBS Channel

### Quyền anh
- 10 Fight 10 với Beam Sarunyu Prachakrit